# 고든 해스켈
고든 해스켈(영어: Gordon Haskell, 1946년 4월 27일 ~ 2020년 10월 15일)은 영국의 음악가이자 작곡가였다. 팝, 록, 재즈, 컨트리, 블루스 보컬리스트, 기타리스트, 베이시스트로 그는 킹 크림슨의 기타리스트 로버트 프립의 학교 친구였으며, 두 사람은 1960년대 중반 프립의 10대 그룹인 리그 오브 젠틀맨에서 처음으로 함께 일했다. 해스켈은 처음에 영국의 밴드 플뢰르 드 리스의 베이시스트로 인정을 받았고, 그 후 킹 크림슨에서 짧은 시간을 보내면서 두 번째 음반의 곡 중 하나를 부르고 세 번째 음반의 베이스를 연주했다. 킹 크림슨을 떠난 후, 그는 솔로 가수로서 음악 활동을 계속했고, 2001년 그의 히트곡 〈How Wonderful You Are〉로 마침내 국제적인 인정을 받았고, 그의 플래티넘 판매 음반인 《Harry's Bar》가 그 뒤를 이었다.

## 1960년대
1960년대 후반 해스켈은 도싯주에서 런던으로 이사했다(짧은 기간 동안 지미 헨드릭스와 아파트를 공유). 애틀랜틱 레코드에 의해 풀타임 세션 밴드로 고용된 사이키델릭 팝 밴드 플뢰르 드 리스에서 베이스를 연주하면서, 해스켈은 그룹과의 몇 번의 싱글을 최소한의 성공으로 기록했지만, 그의 노래 〈Lazy Life〉로 남아프리카 공화국과 호주에서 작곡가로서 1위, 3위를 달성했다. 애틀랜틱에서 2년 동안 그는 아이작 헤이스와 데이비드 포터와 함께 일했고 글린 존스, 도니 엘버트, 아리프 마딘, 조지 마틴과 같은 다양한 프로듀서들과 함께 일했다. 그의 데뷔 솔로 음반인 《Sail in My Boat》은 1969년 CBS 레코드의 영국 분열 소속으로 녹음되었다. 이 음반은 차트화 되지 않았으며, 오늘날 음반 수집가가 2016년 발표한 "희귀 음반 가격 가이드"에서 125파운드에 가치를 매긴 드문 수집품으로 남아 있다. 음반의 수록곡 《Zanzibar》는 완다 알레티가 커버하였고, 남아프리카 공화국의 싱글 차트에서 1위에 올랐다.

## 1970년대
킹 크림슨이 오리지널 가수 그렉 레이크와 헤어졌을 때, 해스켈은 1970년 과도기적인 킹 크림슨 라인업에서 베이시스트이자 보컬리스트로 활동할 것을 요청받았다. 그는 음반 《In the Wake of Poseidon》과 《Cadence and Cascade》에 참여했다. 그러나 해스켈이 냇 킹 콜과 레이 찰스의 곡을 선호하는 것은 프립의 밴드에서 좌절로 이어졌고, 그의 포크 및 블루스 위주의 관심은 킹 크림슨의 더 복잡한 프로그레시브 록 음악 스타일과 충돌했다. 해스켈은 계획된 라이브 작업을 위한 리허설 동안 《Lizard》의 녹음에 이어 악랄하게 밴드를 떠났다. 그는 자신의 목소리 기고가 조작되고, 왜곡되고, 그것이 그의 명성을 손상시킬 것이라고 생각하면서, 속도를 높임으로써 그의 목소리 기고가 조작되는 것을 반대했다.

## 사망
해스켈은 2020년 10월 15일 74세의 나이로 암으로 사망했다. 그의 사망은 10월 18일 페이스북을 통해 발표되었고, 다음날 그의 에이전트 웹사이트를 통해 확인되었다.